# Renée O'Connor
Renée O'Connor (Houston (Texas), 15 februari 1971) is een Amerikaanse actrice die bekend is geworden door haar rol als Gabrielle in de televisieserie Xena: Warrior Princess.

## Levensloop
Renée O'Connor groeide op in Katy, Texas. Ze begon met haar acteerstudie toen ze twaalf was, eerst in het Houston Alley Theatre en later op de High School of Performing and Visual Arts, eveneens in Houston. Haar acteerdebuut had ze in 1989 in de serie Teen Angel, die werd uitgezonden op het Disneykanaal. Ook speelde ze in Match Point, een kinderserie. Datzelfde jaar verhuisde ze naar Los Angeles.
O'Connor speelde de dochter van Cheryl Ladd in de film Changes van Danielle Steel. Later speelde ze in de film The Flood, who will save our children. Ook speelde ze in de Disneyfilm The Adventures of Huck Finn, als Julia Wilkes, een kleine rol.
O'Connors grote doorbraak kwam met de rol van Gabrielle in Xena: Warrior Princess. O'Connor heeft bovendien twee afleveringen van Xena geregisseerd, namelijk Déjà vu All over again en Dangerous Pray.
- Biblioteca Nacional de España: XX1799719
- Bibliothèque nationale de France: cb142119767 (data)
- International Standard Name Identifier: 0000 0001 1450 7484
- Library of Congress Control Number: no98037653
- MusicBrainz: 89ab8b07-43af-4169-873a-4e5e55963550
- Nationale Bibliotheek van Tsjechië: xx0075445
- Système universitaire de documentation: 170432289
- Virtual International Authority File: 85794216
- WorldCat: E39PBJhH3f8QRqPTJD7FGRcgKd